# Farbenlehre (Goethe)

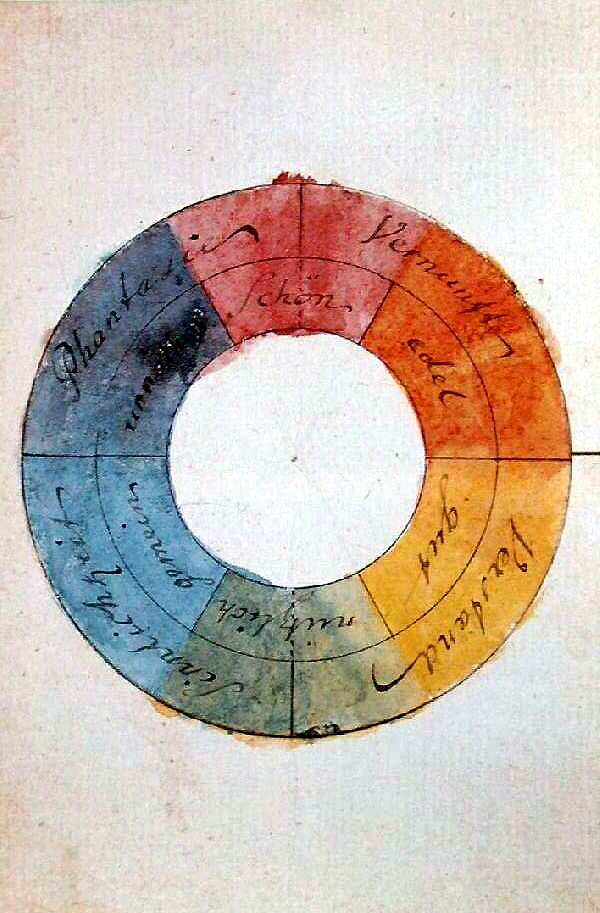
Farbenkreis, aquarellierte Federzeichnung von Goethe, 1809, Original: Freies Deutsches Hochstift – Frankfurter Goethe-Museum

Die auf Johann Wolfgang von Goethe zurückgehende Farbenlehre ist in seinem Werk Zur Farbenlehre enthalten. Er stellte darin seine während vieler Jahre gemachten Überlegungen, Literaturstudien und Versuche über das Wesen der Farbe dar. Goethe wollte das Phänomen Farbe nicht einseitig physikalisch oder lediglich von einem ästhetischen oder praxisbezogenen Standpunkt aus erklären und beurteilen, sondern in seiner Gesamtheit erfassen und beschreiben. Anerkennung erreichte er jedoch nur mit dem Abschnitt „Physiologische Farben“, der die Erkenntnisse zur Farbwahrnehmung enthält. Er irrte speziell im Abschnitt „Physische Farben“, der von ihm als Widerlegung der vorwiegend von Isaac Newton stammenden naturwissenschaftlichen Erkenntnisse gedacht war. Goethe selbst schätzte die Ergebnisse seiner Forschungen zur Farbe höher ein als die seines gesamten literarischen Schaffens. Noch im hohen Alter sagte er zu Johann Peter Eckermann: „Auf alles, was ich als Poet geleistet habe, bilde ich mir gar nichts ein. […] Daß ich aber in meinem Jahrhundert in der schwierigen Wissenschaft der Farbenlehre der einzige bin, der das Rechte weiß, darauf tue ich mir etwas zugute […].“

## Das Werk

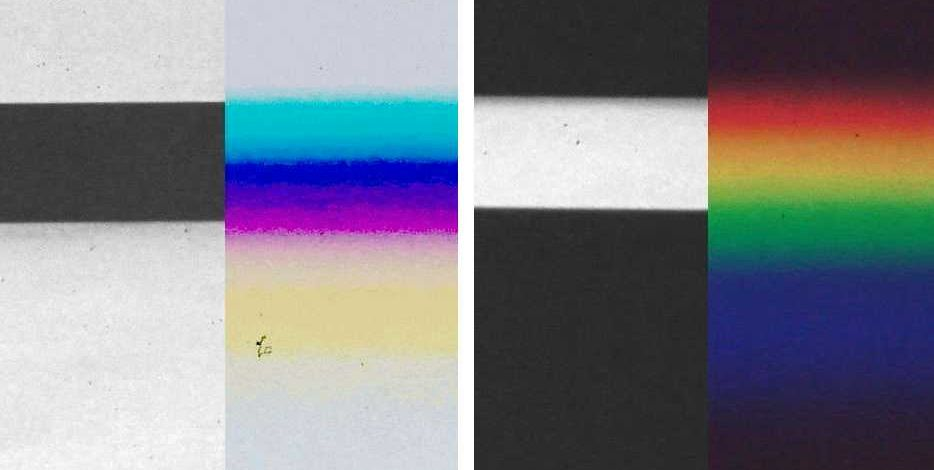
Kantenspektren
links: dunkler Streifen auf hellem Hintergrund
rechts: heller Streifen auf dunklem Hintergrund

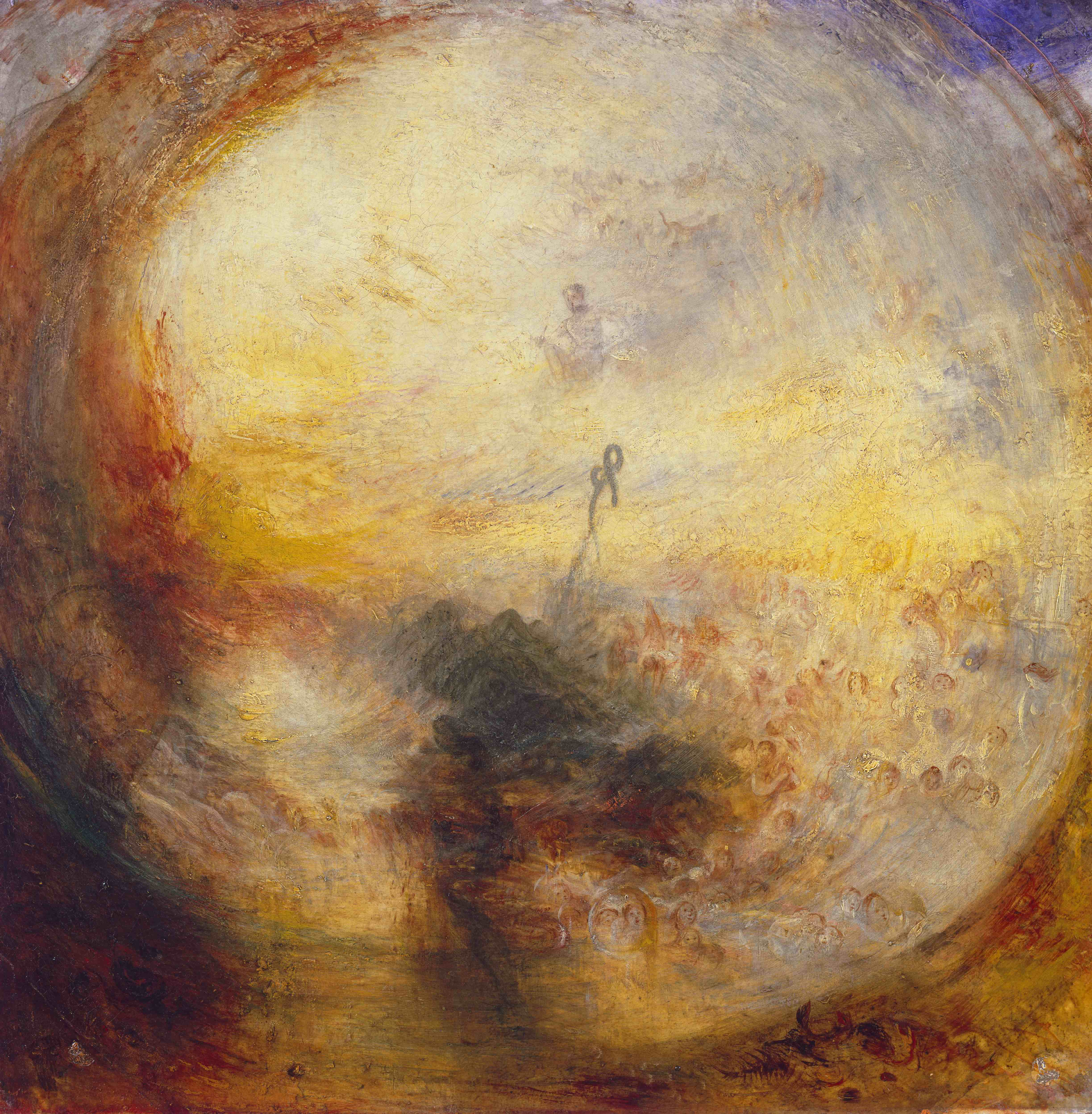
Light and Colour, 1843. Ölgemälde von William Turner

Im engeren Sinne versteht man unter Goethes Farbenlehre die dreiteilige Schrift, die Goethe im Jahre 1810 unter der Überschrift Zur Farbenlehre veröffentlicht hat. Sie besteht aus einem Didaktischen Teil, einem Polemischen Teil  und einem Historischen Teil. Ferner wurde 1810 noch ein Band mit Tafeln veröffentlicht.
Im weiten Sinne versteht man unter Goethes Farbenlehre sämtliche Schriften Goethes zu seiner Farbforschung. So verstanden besteht das Werk zusätzlich unter anderem aus diesen Einzelarbeiten:
- Beiträge zur Chromatik
  - Versuch, die Elemente der Farbenlehre zu entdecken
  - Von den farbigen Schatten
- Versuch als Vermittler von Objekt und Subjekt
- Erfahrung und Wissenschaft
- Ergänzungen zur Farbenlehre. Entoptische Farben.

Goethe bemühte sich zeitlebens intensiv um die Verbreitung und wissenschaftliche Anerkennung dieses umfangreichsten seiner Werke, so durch Georg Christoph Lichtenberg, der seinen Thesen freilich nicht beipflichtete. Doch während die Farbenlehre Goethes bei Künstlern wie Philipp Otto Runge und William Turner Anklang fand, konnten sich seine Ansichten gegen Isaac Newtons hundert Jahre ältere Theorie des Lichtes in der Naturwissenschaft nicht durchsetzen. Newton hatte experimentell nachgewiesen, dass sich das weiße Licht aus farbigen Lichtern zusammensetzt, dagegen versuchte Goethe zu zeigen, dass das weiße Licht nicht zusammengesetzt ist und sich Farben aus einer Wechselwirkung von Licht und Finsternis ergeben. Goethes chromatische Physik bettet sich in einem weiteren Paradigma der Polarität ein, das ursprünglich aus dem Magnetismus kommt, und das in anderen Forschungsbereichen Goethes wiederzufinden ist. So würden Licht und Finsternis die zwei Pole einer Polarität bilden und die Farben würden aus der Wechselwirkung beider Pole entstehen. In diesem Sinne deutete er die Kantenspektren, die er beim Betrachten dunkler Streifen auf hellem Hintergrund und heller Streifen auf dunklem Hintergrund durch ein Prisma sah. Diese Erfahrung gab ihm den entscheidenden Anstoß zur Entwicklung seiner eigenen Farbenlehre.
Geistesgeschichtlich und wissenschaftshistorisch bedeutsam ist die Farbenlehre bis heute deshalb, weil sie Goethes ganzheitlichen Ansatz der Naturbetrachtung und seine Beobachtungsgabe dokumentiert. Sie belegt seine Bevorzugung der Anschauung gegenüber der Abstraktion. Aus dieser Anschauung und dem subjektiven Empfinden leitete er auch die psychologischen Wirkungen der Farben auf den Menschen ab und entwickelte damit eine Art Farbpsychologie.
Goethe nahm an vielen naturwissenschaftlichen Entdeckungen seiner Zeit regen Anteil und befand sich mit vielen Forschern seiner Zeit in brieflichem oder persönlichem Kontakt. Für das naturwissenschaftliche Interesse Goethes ist der Einfluss von Johann Gottfried Herder bedeutend.
Die Erstausgabe des Werks Zur Farbenlehre erschien am 16. Mai 1810 in einer Auflage von 500 Stück auf weißem und 250 Stück auf grauem Papier in der Cotta’schen Verlagsbuchhandlung. Noch im selben Jahr widerlegte der Mathematiker, Physiker und Astronom Carl Brandan Mollweide in der Schrift Prüfung der Farbenlehre des Herrn v. Goethe und Vertheidigung des Newton’schen Systems wider dieselbe, die in Halle erschien, Goethes Ansicht zur Entstehung der Farben.

## Zum wissenschaftshistorischen Hintergrund
Bereits in der Antike war die Lichtbrechung ein Thema, da deren Verständnis für die richtige Positionsbestimmung von Gestirnen in der Astronomie wichtig war. Als Begründer der modernen Optik kann Johannes Kepler mit seiner Schrift Paralipomena ad Vitellionem von 1604 gelten. Schon vor 1600 kam es zu verschiedenen Versuchen, die Entstehung der Farben des Regenbogens durch Brechung zu erklären – etwa bei Roger Bacon und Dietrich von Freiberg. Allerdings war eine exakte Formulierung erst mit dem Brechungsgesetz möglich, das durch Willebrord van Roijen Snell und René Descartes richtig formuliert wurde.
Zur Erklärung des Sehens und des Lichtes existierten bis in das 17. Jahrhundert im Wesentlichen drei verschiedene, einander widersprechende Modelle. Sie wurden je nach dem Phänomen, das es zu erklären galt, wechselweise herangezogen:
- Sehstrahlen, die das Auge aussendet, tasten die Objekte in der Umgebung ab, ähnlich einem Blindenstock oder einem modernen Radar. Diese Auffassung war in der Antike verbreitet. Sie wurde um 1000 n. Chr. durch den arabischen Gelehrten Alhazen widerlegt. Allerdings fanden dessen Erkenntnisse im Abendland erst später durch die Vermittlung Keplers und Witelos Verbreitung. Die Herleitung der Prinzipien der Perspektive in der Renaissance erfolgte teilweise am Modell der Sehstrahlen.
- Lichtäther als unendliches und fluides Medium zur Erklärung der Welleneigenschaften des Lichtes, die sich bei Beugungsphänomenen zeigen, wie beim Prinzip nach Huygens. Die Vorstellung, dass sich von den Dingen beständig Abbilder lösen und im Auge die Dinge wiedergeben, war bereits in der Antike vorhanden.
- Die Korpuskeltheorie des Lichtes unterstellt, dass eine Menge sehr schneller Teilchen von einer Lichtquelle emittiert wird, vergleichbar mit Kanonenkugeln. Newton lieferte mit diesem Modell eine Erklärung der Aufspaltung des Lichtes im Prisma, so wie im Regenbogen, mittels Dispersion.

Zu Newtons Zeiten im 17. und 18. Jahrhundert gab es kontroverse Diskussionen, ob Licht korpuskularen oder wellenartigen Charakter besitzt. Das Rätsel der überzähligen Bögen beim Regenbogen veranlasste 1801 Thomas Young zur Durchführung seines berühmten Doppelspaltexperimentes. Er wies damit die Wellennatur des Lichtes nach und konnte im Gegenzug 1804 das Geheimnis durch die Betrachtung von Interferenzerscheinungen lüften.
1800 datiert als das Jahr der Entdeckung des Infrarots durch William Herschel, was nachweislich auch von Goethe beachtet wurde. 1801 folgte die Entdeckung der Ultraviolettstrahlung durch Johann Wilhelm Ritter, mit dem Goethe im Herbst 1800 wissenschaftlich zu kooperieren begonnen hatte. Weil Ritter einen Tag nach seiner Entdeckung bei Goethe vorsprach und zwei Tage danach mit ihm experimentierte, spricht alles dafür, dass Goethe einer der ersten war, die von Ritters Entdeckung erfuhren.
Gemäß seinem Verständnis von der „Einheit der Natur“ stellte Goethe nicht nur physikalische Fragen, etwa nach der Natur des Lichtes, sondern fragte auch danach, wie es, insbesondere in der Form der Farbe, wahrgenommen wird. Letzteres ist keine rein physikalische Fragestellung. Goethe kam nicht in Widerspruch zur physikalischen Wissenschaft, weil er über deren Fragestellung hinausging, sondern weil er deren Antworten für falsch hielt und durch eigene falsche physikalische Schlüsse ersetzte. Anlass war sein Blick durch ein Prisma, von dem er irrtümlich die gleichen Ergebnisse erwartete wie Newton aus seinem Prismenexperiment. Weil das nicht der Fall war, schloss er fahrlässig, „dass die Newtonische Lehre falsch sei.“

## Das Prismenexperiment
Newton hatte einen durch ein Loch fallenden engen Lichtstrahl durch ein Prisma geleitet und dabei die im weißen Licht enthaltenen farbigen Lichter – die Spektralfarben – getrennt sichtbar gemacht. In diesem berühmten Experiment zeigen sich die Farben Blau, Türkis, Grün, Gelb, Rot (mit vielen feinen Zwischenstufen).
Goethe gab selbst eine Beschreibung, wie er sein allererstes Experiment zur Zerlegung des Lichts durch ein Prisma durchführte:

„Eben befand ich mich in einem völlig geweißten Zimmer; ich erwartete, als ich das Prisma vor die Augen nahm, eingedenk der Newtonischen Theorie, die ganze weiße Wand nach verschiedenen Stufen gefärbt, das von da ins Auge zurückkehrende Licht in so viel farbige Lichter zersplittert zu sehen.

Aber wie verwundert war ich, als die durchs Prisma angeschaute weiße Wand nach wie vor weiß blieb, dass nur da, wo ein Dunkles dran stieß, sich eine mehr oder weniger entschiedene Farbe zeigte, dass zuletzt die Fensterstäbe am allerlebhaftesten farbig erschienen, indessen am lichtgrauen Himmel draußen keine Spur von Färbung zu sehen war. Es bedurfte keiner langen Überlegung, so erkannte ich, dass eine Grenze notwendig sei, um Farben hervorzubringen, und ich sprach wie durch einen Instinkt sogleich vor mich laut aus, dass die Newtonische Lehre falsch sei.“

Seine weiße Wand war eine ausgedehnte Lichtquelle. Jeder einzelne Lichtstrahl wird beim Prismendurchgang in ein Büschel farbiger Strahlen zerlegt. Aber jeder dieser farbigen Einzelstrahlen wird von Einzelstrahlen aller anderen Farben, die von den benachbarten eintretenden Strahlen stammen, überlagert. In der Summe verlassen wieder weiße Strahlen das Prisma, außer wenn keine benachbarten weißen Strahlen eintreten. Dann fehlen mehr oder weniger der anderen Teilstrahlen in der Überlagerung, und ein farbiger Eindruck entsteht. Goethes Spektren entstanden dort, wo die eintretenden Nachbarstrahlen fehlten oder sehr lichtschwach waren, nämlich zum Beispiel an den Kanten der Fensterstäbe. Sie bildeten einen Halbspalt und erzeugten ein Kantenspektrum. Newton machte sein Experiment konsequenter, indem er nicht nur einen ganzen Spalt, sondern sogar ein Loch verwendete und so die störenden Nachbarstrahlen rundum zurückhielt. Dass es in seinem Labor rund um den Versuchsaufbau dunkel sein musste, verspottete Goethe zum Beispiel mit den Zeilen:

„Freunde, flieht die dunkle Kammer,
Wo man euch das Licht verzwickt, … .“

Obwohl Goethe selber unzählige physikalische Experimente in der eigens eingerichteten Dunkelkammer in seinem Haus am Frauenplan in Weimar durchführte, beschränkte er sich nicht auf diese Versuchsanordnung mit wenig Licht und viel Dunkelheit. Genauso wichtig waren ihm Experimente mit entgegengesetzten Beleuchtungsbedingungen, also mit viel Licht und wenig Dunkelheit. Das wichtigste dieser Experimente bietet die genaue Umkehrung des berühmten Experiments von Newton. Goethe stellte sein Prisma ins volle Sonnenlicht und klebte in dessen Mitte einen schwarzen Pappkreis, der genauso groß war wie das newtonische Loch. Die überraschende Beobachtung Goethes ist oft reproduziert worden: Wieder ergibt sich ein farbiges Spektrum, aber mit den Komplementärfarben des Newtonspektrums: Gelb (anstelle von Newtons Blau), Rot (anstelle von Newtons Türkis), Purpur-Magenta (anstelle von Newtons Grün), Blau (anstelle von Newtons Gelb), Türkis (anstelle von Newtons Rot). Weil Goethe beide Experimente völlig gleichberechtigt fand, weigerte er sich, immer nur im Dunklen zu experimentieren. Goethe ging von einer Dualität von Licht und Dunkelheit aus, sah also beides als gleichberechtigte (polare) Faktoren für die Farbentstehung.

## Rezeption von Naturwissenschaftlern
Zu Goethes Lebzeiten (also zwischen 1810 und 1832) haben sich zahllose Naturwissenschaftler und Mathematiker über Goethes Kritik Newtons in der Farbenlehre geäußert, und zwar in Rezensionen, Büchern, Buchkapiteln, Fußnoten und offenen Briefen. Knapp die Hälfte dieser Verfasser sprachen sich gegen Goethe aus, insbesondere Thomas Young, Louis Malus, Pierre Prevost und Gustav Theodor Fechner. Ein Drittel der Stellungnahmen aus der Naturwissenschaft war zugunsten Goethes, insbesondere die von Thomas Johann Seebeck, Johann Salomo Christoph Schweigger und Johann Friedrich Christian Werneburg – letzterer versuchte, die Theorie mathematisch zu untermauern –, und ein Fünftel äußerte sich ambivalent oder unentschieden.
Hermann von Helmholtz, der Goethe nicht nur als Dichter, sondern auch wegen seiner sonstigen naturwissenschaftlichen Arbeiten hoch schätzte, hielt die Hauptthese der Farbenlehre für schlichtweg falsch. Zugleich sah er, was Goethe veranlasste, sich auf diese These zu versteifen: „Weiss, welches dem Auge als der einfachste, reinste aller Farbeneindrücke erscheint, sollte aus dem unreineren Mannigfaltigen zusammengesetzt sein. Hier scheint der Dichter mit schneller Vorahnung gefühlt zu haben, dass durch die Consequenzen dieses Satzes sein ganzes Princip in Frage komme, und deshalb erscheint ihm diese Annahme so undenkbar, so namenlos absurd. Seine Farbenlehre müssen wir als den Versuch betrachten, die unmittelbare Wahrheit des sinnlichen Eindrucks gegen die Angriffe der Wissenschaft zu retten. Daher der Eifer, mit dem er sie auszubilden und zu vertheidigen strebt, die leidenschaftliche Gereiztheit, mit der er die Gegner angreift, die überwiegende Wichtigkeit, welche er ihr vor allen seinen anderen Werken zuschreibt, und die Unmöglichkeit der Ueberzeugung und Versöhnung.“
Heisenberg schrieb 1941, dass die Einteilung der Welt in eine objektive, durch Naturwissenschaft erforschbare, und eine subjektive, unserem ursprünglichen Welterleben zugängliche Wirklichkeit vom Standpunkt der modernen Physik nicht haltbar sei. Newton und Goethe gingen demnach von unterschiedlichen Schichten der Wirklichkeit aus. Der Einsatz seiner Messtechnik liefert bei Newton eine intersubjektive Vergleichbarkeit der Versuchsdaten, Goethes Farbstudien seien dagegen lediglich subjektiv real im Gegensatz zur objektiven Realität der Newtonschen Studien. Friedrich Steinle betont, dass trotz unterschiedlicher Versuchsmethodik beide paradigmatisch für ein unterschiedliches experimentelles Arbeiten stehen, beide aber klar innerhalb des Systems der modernen Naturwissenschaft. Ähnlich wie Goethe seien auch Michael Faraday und David Brewster vorgegangen.
In einer Dissertation wurde 2015 eine von Goethe entdeckte Eigenschaft spektraler Phänomene, die „Komplementarität optischer Spektren“ experimentell untersucht. Die Experimente stellen symmetrisierte Verallgemeinerungen der Experimente Newtons dar. Sie zeigen, dass es unter sehr allgemeinen Bedingungen nicht möglich ist, ein Spaltspektrum zu erzeugen, ohne simultan die Bedingungen für die Entstehung des komplementären Spektrums zu schaffen. Zueinander komplementäre Spektren erweisen sich so als Teilphänomene eines experimentellen Bedingungszusammenhangs.

## Vorarbeiten zur Farbenlehre
Goethes intensive Beschäftigung mit dem Thema Farbe begann spätestens 1777, als er farbige Schatten in der Abendsonne auf Schnee am Brocken wahrnahm. Etwa 1790 sah er bei einem Blick durch ein Prisma Kantenspektren (siehe Prismenexperiment), deren etablierter naturwissenschaftlicher Deutung er seine eigene Auffassung über die Natur des farbigen Lichtes unter dem Titel Beiträge zur Chromatik entgegensetzte. Sie steht am Anfang der 1810 erschienenen und 1820 erweiterten Schrift Zur Farbenlehre, wurde aber schon 1791/95 unter dem Titel Beiträge zur Optik vorab veröffentlicht.
Ein Zitat zu seiner Harzreise (29. November bis 16. Dezember 1777) erschließt die emotionale Basis für das Interesse Goethes an den Farben.

„Auf einer Harzreise im Winter stieg ich gegen Abend vom Brocken herunter, die weiten Flächen auf- und abwärts waren beschneit, die Heide von Schnee bedeckt, alle zerstreut stehenden Bäume und vorragenden Klippen, auch alle Baum- und Felsenmassen völlig bereift, die Sonne senkte sich eben gegen die Oderteiche hinunter.
Waren den Tag über, bei dem gelblichen Ton des Schnees, schon leise violette Schatten bemerklich gewesen, so mußte man sie nun für hochblau ansprechen, als ein gesteigertes Gelb von den beleuchteten Teilen widerschien. Als aber die Sonne sich endlich ihrem Niedergang näherte und ihr durch die stärkeren Dünste höchst gemäßigter Strahl die ganze, mich umgebende Welt mit der schönsten Purpurfarbe überzog, da verwandelte sich die Schattenfarbe in ein Grün, das nach seiner Klarheit einem Meergrün, nach seiner Schönheit einem Smaragdgrün verglichen werden konnte.
Die Erscheinung ward immer lebhafter, man glaubte sich in einer Feenwelt zu befinden, denn alles hatte sich in die zwei lebhaften und so schön übereinstimmenden Farben gekleidet, bis endlich mit dem Sonnenuntergang die Prachterscheinung sich in eine graue Dämmerung und nach und nach in eine mond- und sternhelle Nacht verlor.“

Derartige Beobachtungen finden sich gleichfalls auf der Reise nach Italien. Hier beschäftigte er sich wohl während seiner Italienreise (1786–1788) aus künstlerischem Interesse mit dem Kolorit in der Malerei. Er aquarellierte selbst und studierte die italienische Landschaftsmalerei. Eine der theoretischen Schriften, die er studierte, war der Traktat De radiis visus et lucis in vitris, perspectivis et iride von Marco Antonio de Dominis.
Erste wissenschaftliche Vorarbeiten zur späteren Farbenlehre stellen die Beiträge zur Chromatik dar, die 1791 und 1792 zunächst noch als Beyträge zur Optik im Verlag des Industrie-Comptoirs Weimar erschienen und dann in der Farbenlehre im engeren Sinne Eingang fanden.
Im Versuch, die Elemente der Farbenlehre zu entdecken, einem Manuskript aus dem Jahre 1794, eruiert Goethe die „Schwierigkeit, sich zu erklären und zu vereinigen, was man unter Weiß verstehe [2, 90]. … Newton sagt, die weißen und alle grauen Farben zwischen Weiß und Schwarz können aus Farben zusammengesetzt werden.“ (2, 87) Das Problem der Entstehung von Weiß stellt für Goethe auch später den Schlüssel zum Verständnis der Farben dar, und er führt eine Reihe von Sachverhalten an.

„Wir haben aber noch auf einen merkwürdigen Umstand acht zu geben. Sobald wir alle Farben des Schemas in einer gewissen Proportion zusammenmischen, so entsteht eine Unfarbe daraus …, welche auf weißes Papier gestrichen, uns völlig den Begriff von Grau ergibt (2, 83)“ … und widerspricht damit Newton: „Ich darf dreist sagen: man erdenke sich Versuche, von welcher Art man wolle, so wird man niemals imstande sein, aus farbigen Pigmenten ein weißes Pigment zusammenzusetzen, das neben oder auf vollkommen reinem Schnee oder Pulver nicht grau oder bräunlich erscheine.“

Dieser Disput beruhte auf den unterschiedlichen Annahmen beider. Während Newton die additive Farbsynthese von Licht untersuchte, beschäftigte Goethe sich mit der subtraktiven Farbsynthese der Farbmittel. Der Aufsatz Von den farbigen Schatten, eine weitere Vorarbeit zur Farbenlehre, stammt wahrscheinlich aus dem Jahre 1792.
Als eine methodische und programmatische Vorarbeit im weiteren Sinne kann der Aufsatz Versuch als Vermittler von Objekt und Subjekt gelten, der erst 1823 im Druck vorlag. Obwohl Goethe sich als schlechten Mathematiker bezeichnete, hat sein Vorgehen durchaus die methodische Strenge der Mathematik.

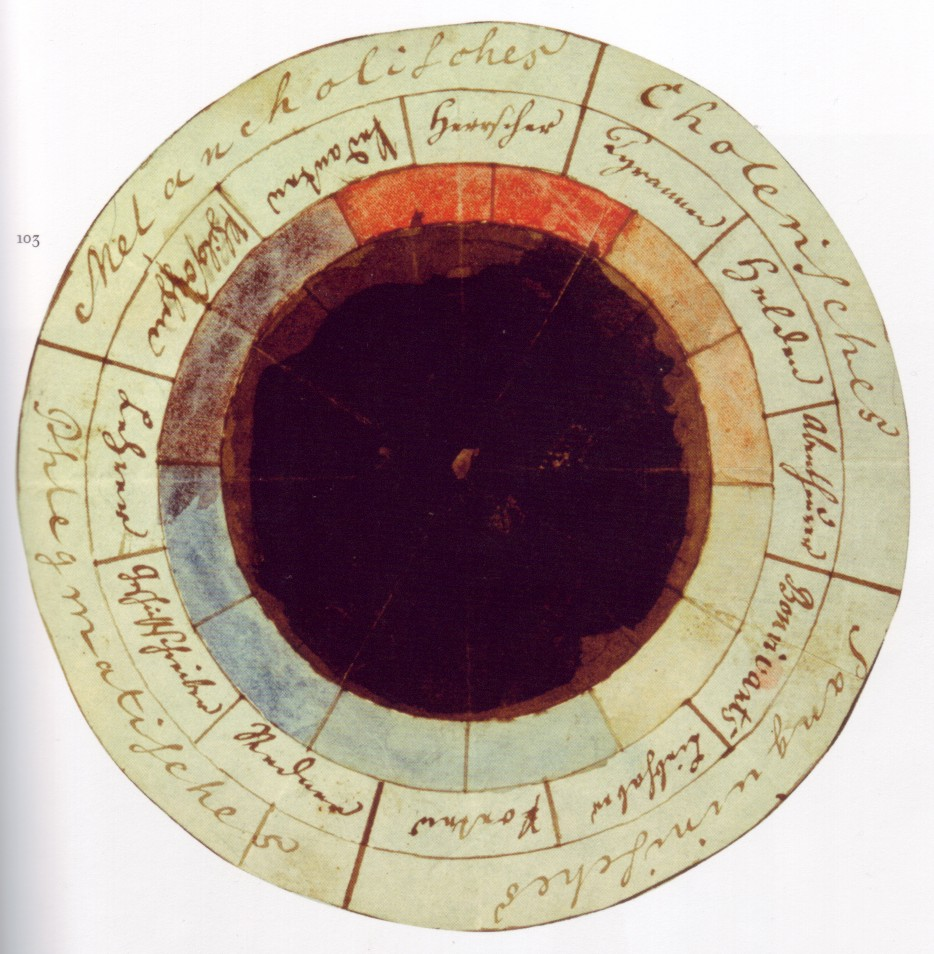
Temperamentenrose, von Schiller beschriftet

Goethe tauschte sich mit Friedrich Schiller mündlich und in Briefen über die Farbenlehre aus, wobei ihm dessen physiologische Kenntnisse hilfreich waren. Gemeinsam erarbeiteten sie die Temperamentenrose. Goethe nahm Schillers Rätsel „Wir stammen, unsrer sechs Geschwister“ als ein Motto in Zur Farbenlehre auf.

## Goethes Farbenlehre im engeren Sinne
Das Hauptwerk von Goethes Farbenlehre stellt die Schrift dar, die Goethe Zur Farbenlehre nannte und 1810 publizierte. Das Werk besteht im Wesentlichen aus drei Hauptteilen: einem didaktischen, der seine eigenen Erkenntnisse präsentiert, einem polemischen, der sich gegen Newtons Farbenlehre wendet, und einem historischen, der die verschiedenen historischen Theorien zu Farbe und Licht rekapituliert.
Alle folgenden Zitate nach Ott, Proskauer, 1992 werden in diesem Artikel in der Form (– Band, Seite) angegeben. Das Buch enthält 15 teilweise farbige Tafeln, die das Verständnis des Textes unterstützen (2, 231–276).

### I. Didaktischer Teil
Goethe unterscheidet zunächst drei Arten von Farbe und Farbwirkung.
Physiologische Farben:
Physiologische Farben werden nach Goethe

„bemerkt als flüchtige Wirkung und Gegenwirkung des Auges selbst.“

Er schreibt weiter:

„Diese Farben, welche das Fundament der ganzen Lehre machen … wurden bisher … als Täuschung und Gebrechen betrachtet.“

Zunächst werden Scheinfarben, Augentäuschungen, Gesichtsbetrug und pathologische Farben (1, 64) besprochen.
Physische Farben:
Physische Farben versteht Goethe

„als vorübergehende Wirkung farbloser, durchscheinender, durchsichtiger, undurchsichtiger Körper auf das Licht.“

Er leitet die Abteilung über physische Farben wie folgt ein

„Dergleichen Farben werden also in unserm Auge durch solche äußere bestimmte Anlässe erzeugt.“

und erläutert seinen Begriff „das Trübe“ – als unendlich viele Graustufen auf der Schwarz-Weiß-Skala.
Eine Vielzahl von Experimenten wird beschrieben, die mit Pergamentpapier, Opalglas, konkaven und konvexen Linsen, Prismen – teilweise mit Wasserfüllung, schwarzen Scheiben, verschiedenen einfarbigen Vierecken und auch Öffnungen im Fensterladen sowie Seifenblasen bei reflektiertem oder auch durchfallendem Licht anzustellen sind.
Chemische Farben:
Körperfarben herrschen nach Goethe vor,

„wo wir sie als dauernd, als den Körpern wirklich einwohnend zuversichtlich ansprechen können.“

„Das Gelb und Gelbrote widmet sich den Säuren, das Blau und Blaurote den Alkalien.“

### II. Polemischer Teil
Schon beim Erscheinen des Werkes gab es in der zeitgenössischen Fachwelt einen konträren Disput über die Ansichten von Goethe und Newton. Für Newton besteht das weiße Licht aus einzelnen Bestandteilen, die durch die Spektralfarben charakterisiert sind. Newton sagte aber auch: “The rays are not coloured.” Für Goethes Streben nach Einheit der Welt ist auch das Licht eine Einheit, Farben als Eigenschaft des Lichtes können damit nur das Ergebnis der Mischung von Helligkeit und Dunklem sein.
Die grundlegende Frage war also: Ist das Licht nach Newton ein zusammengesetztes Phänomen und verschiedene Qualitäten führen zur Farbe oder ist Licht eine „Einheit“, wie Goethe es vertrat, und Farbe ist ein Phänomen verschiedener Qualität.
Goethe stellt seine eigene Farbenlehre der Farbentheorie von Newton im Kapitel Enthüllung der Theorie Newtons gegenüber (3, 208/209):
| Eigenschaft des weißen Sonnenlichts | Newton                                                                               | Goethe |
| ----------------------------------- | ------------------------------------------------------------------------------------ | --- |
| Homogenität                         | Licht ist zusammengesetzt (heterogen).                                               | Licht ist eine Einheit (homogen).                                                                                                  |
| Spektrum                            | Weißes Licht ist aus farbigen Lichtern zusammengesetzt.                              | Weißes Licht ist das Primäre. Das Helle kann nicht aus Dunkelheit zusammengesetzt sein.                                            |
| Wechselwirkung mit Materie          | Das Licht wird durch Refraktion, Inflexion und Reflexion dekomponiert.               | Refraktion, Inflexion und Reflexion können ohne Farberscheinungen existieren.                                                      |
| Analyse                             | [Weißes Licht] wird in sieben [reine], vielmehr in unzählige Farben dekomponiert.    | Es gibt nur zwei reine Farben, Blau und Gelb. Das übrige sind Stufen dieser Farben oder unrein.                                    |
| Synthese                            | Wie es [das weiße Licht] dekomponiert worden, kann es wieder zusammengesetzt werden. | Weder kann aus apparenten [sichtbaren] Farben farbloses Licht, noch kann aus farbigen Pigmenten ein weißes zusammengesetzt werden. |

### III. Historischer Teil
Goethe hat die der gelehrten Welt seinerzeit greifbare Literatur zur Farbenlehre intensiv studiert und teilweise kommentiert. Darüber hinaus hat er die Arbeiten großer Naturwissenschaftler (Galilei, Kepler, Descartes …) zum Thema durchforscht und manchmal sogar Aussagen zum menschlichen Charakter des jeweiligen Wissenschaftlers gewagt.
Es war üblich, wenn sich ein Werk als grundlegend verstand, die Ansichten der bisherigen Autoritäten zu referieren – oft in der Antike beginnend. So wies sich der Autor zum einen als Fachmann seines Gebiets aus und zum anderen ermöglichte es ihm, seine Ansichten durch die Autorität anerkannter Forscher zu stützen.
René Descartes’ Farbentheorie der Lichtkügelchen beschäftigte Goethe. Eine Beschreibung des Lichts als unteilbare Teilchen wird auch in der modernen Physik (Photon) neben der Wellenbeschreibung verwendet, beobachtbar ist dieser Teilchencharakter jedoch erst seit Ende des 19. Jahrhunderts. Athanasius Kirchers, Nikolaus Malebranches und Robert Boyles Werk werden besprochen. Markus Marcis Werk über den Regenbogen zeugt nach Goethe

„von dem Ernst, Fleiß und Beharrlichkeit des Verfassers; [aber es habe] im ganzen etwas Trübseliges.“

Hookes Werk hat Goethe auf dem experimentellen, nicht aber auf dem theoretischen Gebiet weitergeholfen (4, 251). Die Versuchsauswertung in Johann Christoph Sturms Farbenlehre kann vor Goethe nicht bestehen.
Goethe bespricht die Schriften zur Farbenlehre von Thomas Sprat, Edme Mariotte, Voltaire, Tobias Mayer, Johann Heinrich Lambert, Benjamin Franklin, Joseph Priestley, Jean-Paul Marat, Anton Raphael Mengs, Christian Westfeld und Robert Blair. Letztlich werden noch die Verteidigung der Farbenlehre Newtons durch den Physikprofessor Johann Theophilus Desaguliers (5, 356 – 362) und die Lobrede Bernard le Bovier de Fontenelles (5, 386 – 392) auf Newton erörtert.

## Ergänzungen zur Farbenlehre. Entoptische Farben
Diese Arbeit stammt aus dem Jahre 1820. Goethe ersann raffinierte Versuchsanordnungen und beobachtete

„[…] durch das höchst interessante Seebeckische Doppelspatprisma [die entoptischen Farben] bei der Doppelrefraktion des Sonnenlichts. Diese Farben wurden entoptische genannt, weil sie innerhalb gewisser Körper zu schauen sind.“

Das allereinfachste Experiment zu dieser doppelten Strahlenbrechung wurde, lapidar gesagt, so vorbereitet:

„Man zerschneide eine mäßig starke Spiegelscheibe in mehrere anderthalbzöllige Quadrate, diese durchglühe man und verkühle sie geschwind. Was davon bei dieser Behandlung nicht zerspringt, ist nun fähig, entoptische Farben hervorzubringen.“

Die ganze Versuchsanordnung findet sich auf Seite (2, 217) skizziert.

„Äußere Grundbedingung [ist eine] reine, wolkenlose, blaue Atmosphäre […]. Zu Johanni um die Mittagsstunde ist der hellste Moment. Bei Kulmination der Sonne erscheint ein weißes Kreuz rings um den Horizont.“

Wie können sich die Menschen dieses weiße Kreuz vorstellen?

„Alle geistreiche, mit Naturerscheinungen einigermaßen bekannte Personen, sobald sie unsern entoptischen Kubus zwischen den Spiegeln erblickten, riefen jedes mal die Ähnlichkeit mit den Chladnischen Figuren, ohne sich zu besinnen, lebhaft aus.“